# Wilfried Martens
Wilfried Achiel Emma Martens (Sleidinge, 19 aprile 1936 – Lokeren, 9 ottobre 2013) è stato un politico belga.
Membro del Partito Popolare Cristiano fiammingo, è stato primo ministro del Belgio dal 1979 al 1981 e dal 1981 al 1992 per quasi 13 anni. Il suo periodo come premier è stato dominato dalla crisi economica degli anni '80 e dalle riforme dello Stato del 1980 e del 1988 che hanno fissato il percorso del Belgio verso uno stato federale. È stato uno dei fondatori del Partito Popolare Europeo e suo presidente fino alla sua morte.

## Biografia

### Gioventù
Nato in una modesta famiglia di contadini convinta cattolica di Sleidinge nei pressi di Eeklo, Martens ha vissuto
gli anni della guerra. La guerra, l'assenza di un padre che è morto (e il patrigno) e le cattive condizioni di salute hanno
firmato la precedente vita ed introversa giovinezza. Anche se spesso a causa di malattia è stata costretto a letto,
l'allievo studioso è riuscito comunque ad essere il primo della sua classe.

### Formazione
Nel 1955 ha iniziato a studiare diritto e filosofia presso la Katholieke Universiteit Leuven.
Nell'ottobre 1960, Martens ottenne il dottorato in giurisprudenza e la laurea in filosofia tomista. Poco dopo, fondò uno studio legale a Gand con il suo amico studente Lode Verhaegen.

## Carriera politica

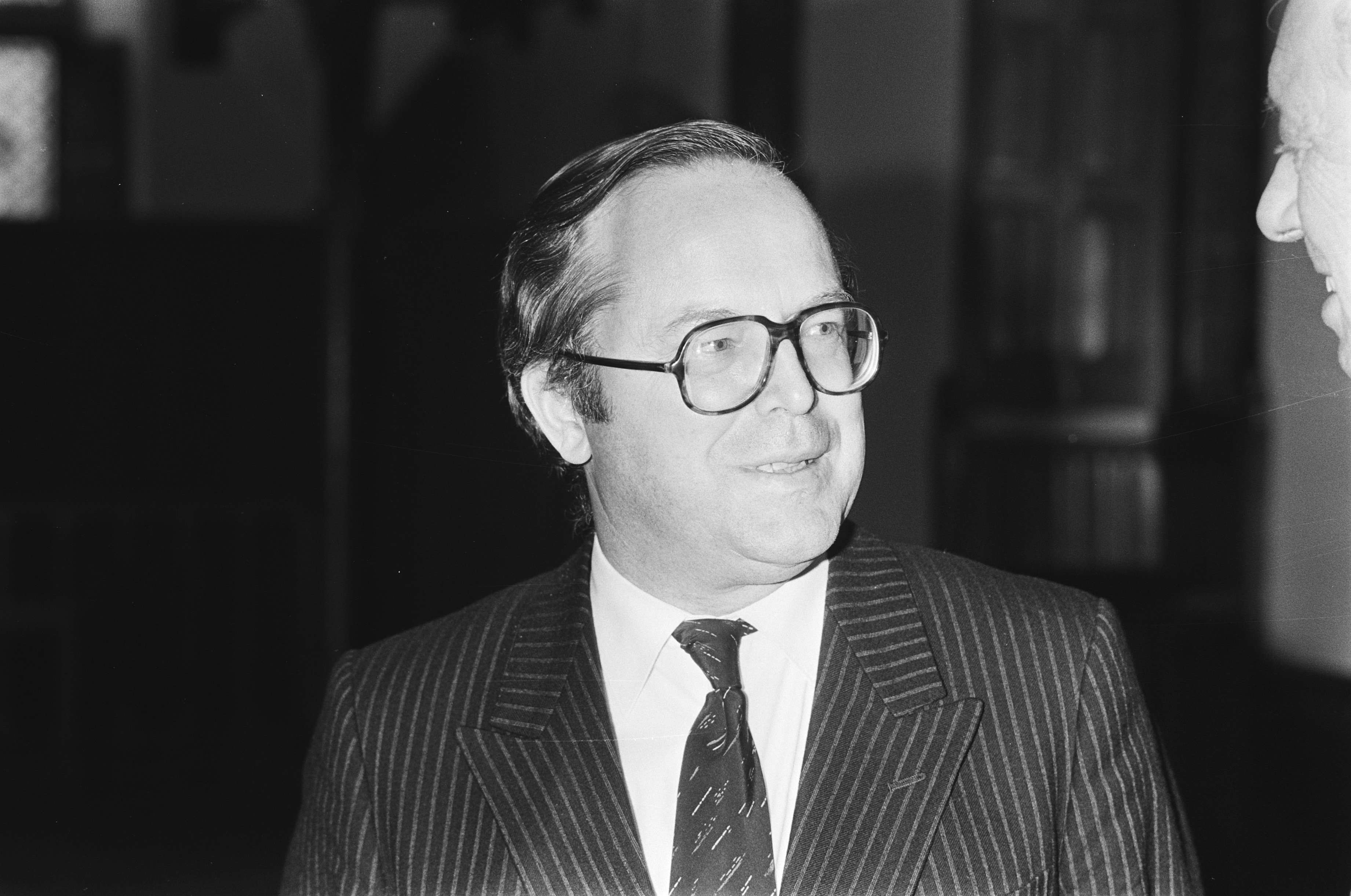
Wilfried Martens nel 1982

Martens è stato presidente del Partito Popolare Cristiano (ora ribattezzato Cristiano-Democratici e Fiamminghi, CD&V) dal 1972 al 1979, si è seduto come deputato alla Camera dei rappresentanti belga (parlamento federale) dal 1974 al 1991, e come senatore dal 1991 al 1994.
Ha co-fondato il Partito popolare europeo (PPE) nel 1976 ed è stato Presidente del PPE dal 1992 fino alla sua morte.
Dal 1993 è stato Presidente dell'Unione europea dei democratici cristiani (EUCD), fino alla fusione con il PPE nel 1996. Martens ha inoltre negoziato con il politico conservatore finlandese Sauli Niinistö sulla fusione della europea democratico dell'Unione (EDU) nella EPP (formalmente concluso nel 2002). La fusione di successo di tutte le organizzazioni europee di centro-destra nel PPE - attualmente il più grande partito politico europeo transnazionale con 75 partiti membri provenienti da 40 paesi - è ampiamente riconosciuto come un importante risultato della sua eredità politica europea.
Dal[1994 al 1998 è stato membro del Parlamento europeo, che presiede il gruppo del PPE.
Dall'ottobre 2000 al novembre 2001 è stato anche Presidente della Democrazia Cristiana Internazionale (CDI).
È ri-apparso sulla scena politica del Belgio il 22 dicembre 2008 per aiutare nella crisi politica belga del 2007-
2011.
Tra i numerosi riconoscimenti nazionali ed internazionali, è stato onorato nel 1998 con il Premio Europeo Carlo V per il suo
contributo dell'Unione europea.

### Primo ministro

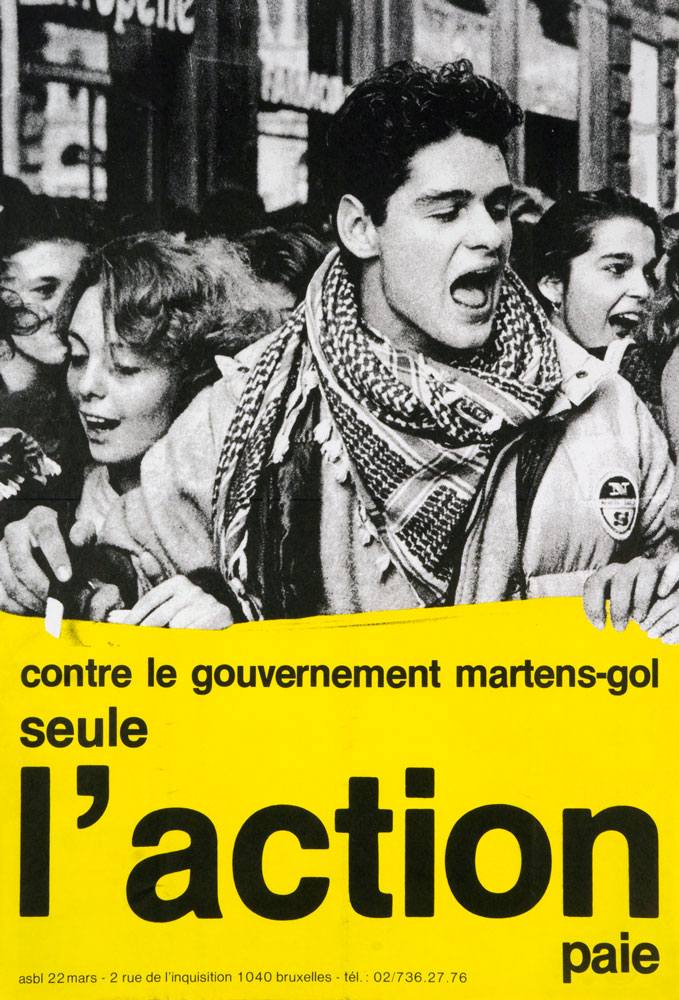
Poster che richiama la disobbedienza civile contro il governo Martens.

Martens è stato Primo ministro del Belgio per nove volte, nel periodo compreso dal 3 aprile 1979 al 6 aprile 1981 e dal 17 dicembre 1981 al 7 marzo 1992, con una breve interruzione di pochi mesi.
È divenuto primo ministro senza aver mai assunto alcun ufficio ministeriale prima, che fino ad allora era stata una rarità nella vita politica belga. Ha guidato nei primi anni 1980 una politica liberale, a capo di una coalizione di cristiano socialisti e liberali. Ha anche ottenuto una certa pacificazione nella questione della lingua realizzando l'esistenza della Regione vallona e la Regione fiamminga nel 1980]e lasciando il problema della creazione di Bruxelles in stallo.
Il 20 ottobre 1980, Martens è apparso brevemente nelle notizie quando è stato reso noto che i "pirati" (ora hacker) avevano incrinato il suo computer Bistel. Un gioco da ragazzi perché la password di Martens era ancora "Tindemans1", dopo il suo predecessore di quasi 10 anni prima, Leo Tindemans. Martens ha anche optato per una password facilmente recuperabile, Martens8
Un altro problema è stato il problema dell'aborto. Durante la questione del problema del mini-re, Re Baldovino, cattolico devoto, scrisse a Martens le ragioni della sua contrarietà. Di conseguenza, il capo dello stato era nella cosiddetta "incapacità morale" di governare il paese. Per riempire questo breve vuoto di potere, Martens insieme ai ministri del Consiglio lo stesso 3 aprile 1990 ha proceduto alla ratifica e alla promulgazione della legge sull'aborto (che aveva precedentemente votato contro). Il Belgio divenne così uno degli Stati con una delle leggi sull'aborto più liberali al mondo.
Wilfried Martens, insieme a Jean-Luc Dehaene e Hugo Schiltz, può essere considerato uno dei padri del cosiddetto federalismo unionista, una delle molteplici forme di federalismo che il Belgio conosceva.

### Ruolo nella crisi del governo federale alla fine del 2008 e principale cambiamento alla fine del 2009

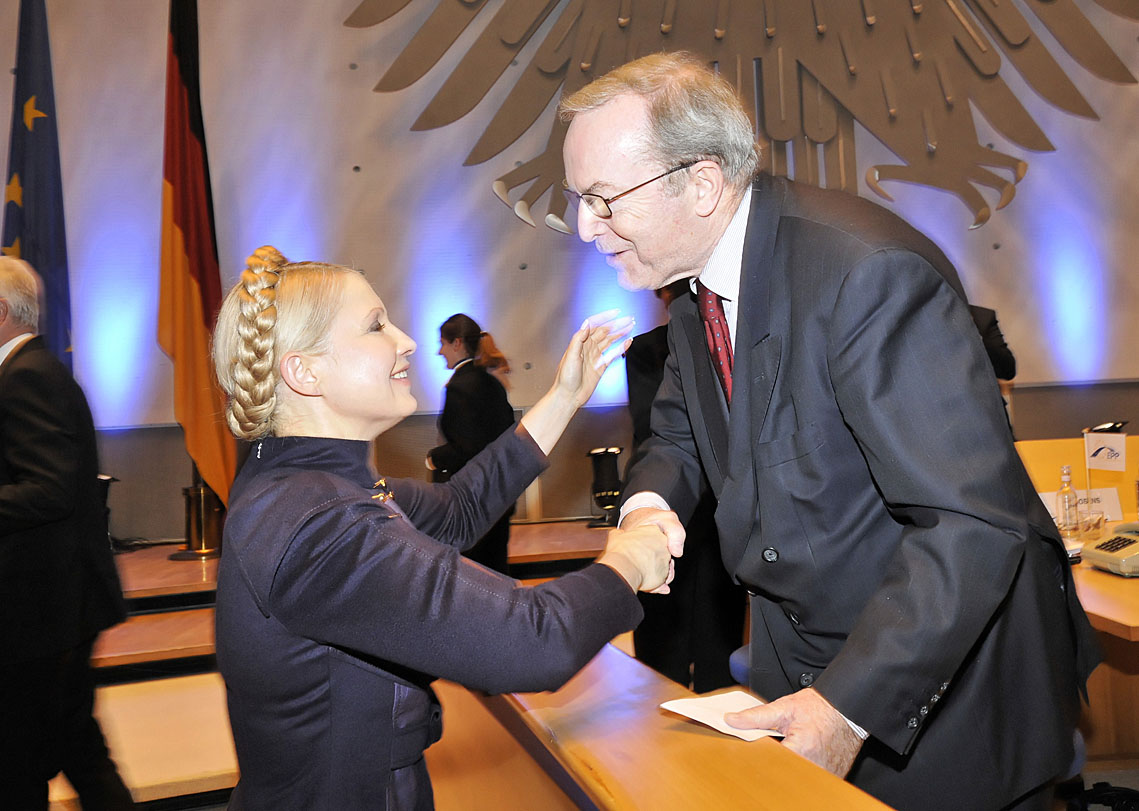
Wilfried Martens e Yulia Tymoshenko al Congresso del Partito Popolare Europeo a Bonn nel 2009

Il 22 dicembre 2008, Martens inaspettatamente ha ricevuto nuovamente un ruolo nella politica nazionale. Fu poi nominato dal re Alberto II come un esploratore reale, dopo aver accettato le dimissioni del governo Leterme I. Prima e dopo il Natale 2008 ha esplorato il panorama politico, ha avuto contatti personali, informali e telefonici con i presidenti di Camera e Senato, il primo ministro uscente Yves Leterme, i presidenti dei partiti di maggioranza, la maggior parte dei vice primi ministri e i presidenti dei partiti di opposizione, ad eccezione del Vlaams Belang per equalizzare i violini per formare un nuovo governo.
Il 28 dicembre 2008, Martens completò la sua missione di ricognizione e pubblicò un rapporto finale a re Alberto II. Herman Van Rompuy è stato nominato formatore.
Meno di un anno dopo, la storia ribadiva: re Alberto II chiamò Martens per aiuto nella gestione del primo cambiamento. Il primo ministro Van Rompuy è stato eletto presidente permanente del Consiglio europeo il 19 novembre 2009 e doveva quindi essere sostituito. A Martens è stato chiesto di trovare un metodo per affrontare le controversie comunitarie e la questione BHV.

## Vita privata

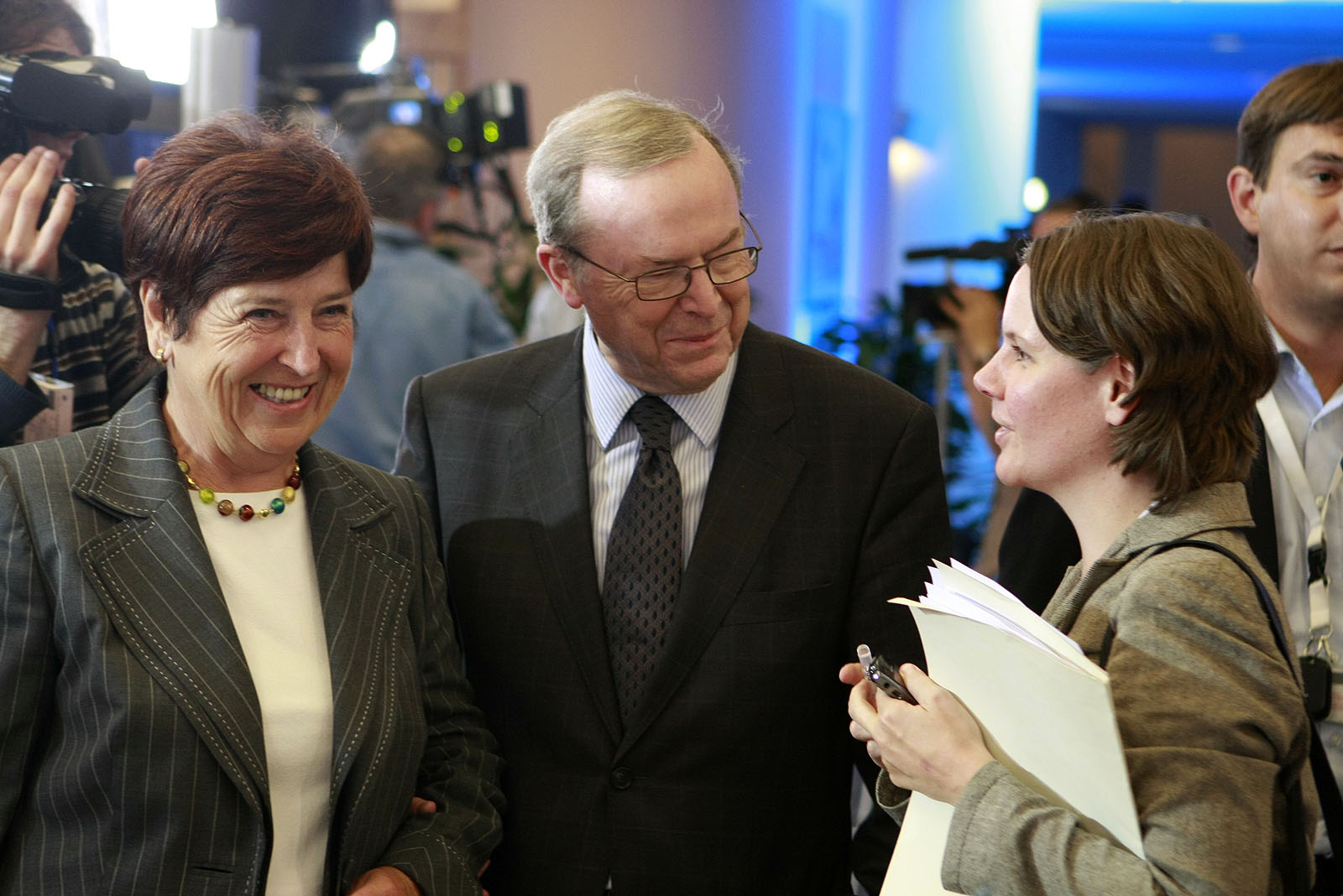
Wilfried Martens e la sua terza moglie Miet Smet (a sinistra).

Martens ha avuto cinque figli: due dal primo matrimonio con Lieve Verschroeven (1937-2013) (Kris e Anne) con la quale è stato sposato per trentanni e tre figli con Ilse Schouteden (Sarah, Sophie e Simon). Dopo la nascita dei loro due gemelli nel 1997 si sposarono il 13 novembre 1998. Ilse Schouteden ha un figlio dal suo precedente matrimonio. Nel 2007 ha divorziato dalla seconda moglie. Il 27 settembre 2008 ha sposato Miet Smet, ex ministro belga, era il suo terzo matrimonio. Dopo la morte della prima moglie, Martens è stato in grado di celebrare il matrimonio con Miet Smet con rito cattolico, il 27 aprile 2013. Entrambi portavano il titolo di Ministro di Stato. Quando erano attivi insieme ai giovani del CVP, c'erano già voci su una relazione tra i due. Dal 1985 al 1992 sono stati insieme parte dello stesso governo

## Morte e tributi

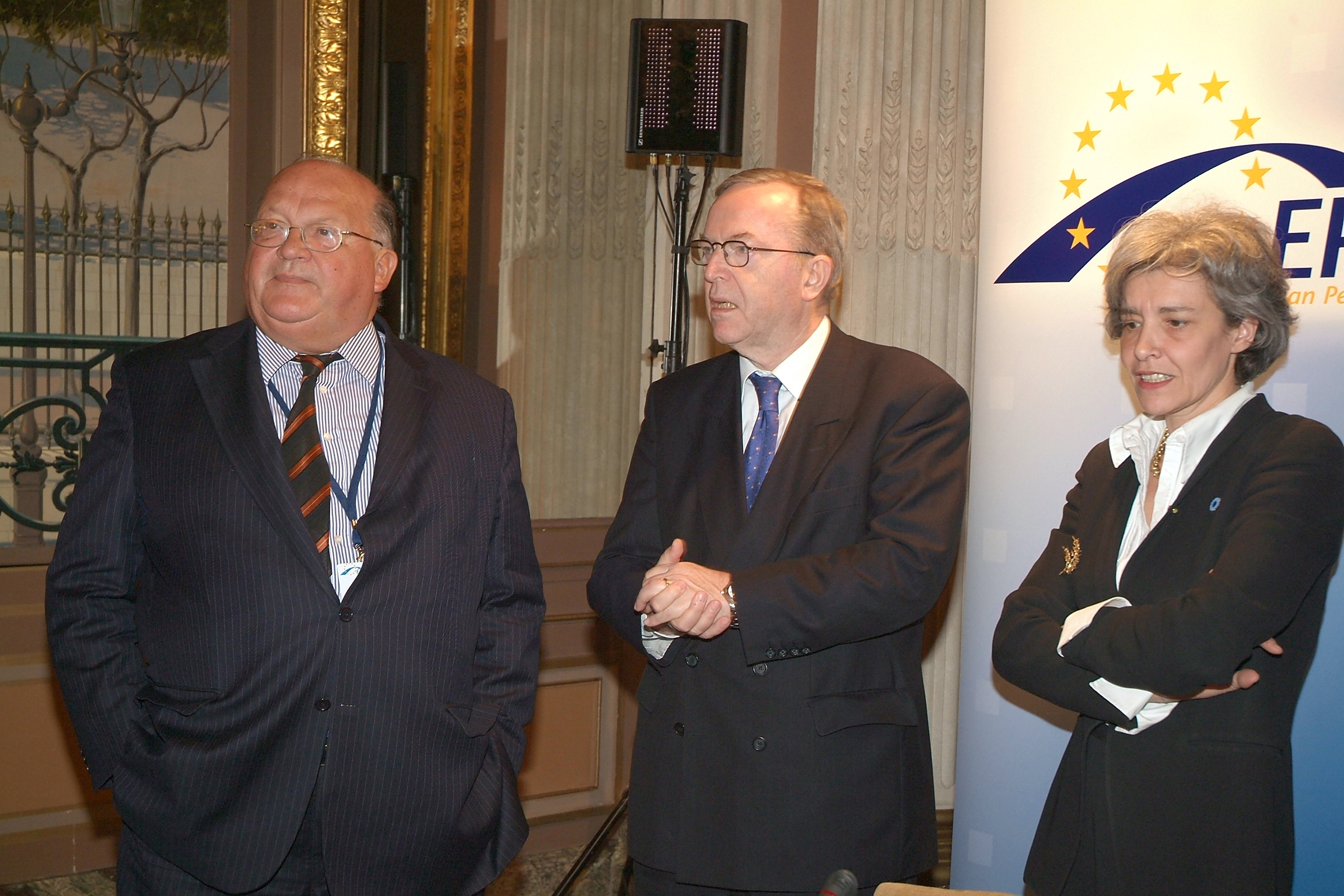
Wilfried Martens (al centro) con Jean-Luc Dehaene (a sinistra) in una riunione del Partito Popolare Europeo (PPE) nel 2005

Martens è morto dagli effetti del cancro al pancreas il 9 ottobre 2013, nella sua casa a Lokeren ; all'età di 77 anni. Il primo ministro del Belgio Elio Di Rupo lo ha descritto come un "vero uomo di stato e uno dei padri del Belgio federale". Il presidente del Parlamento europeo Martin Schulz ha reso omaggio a lui come un "uomo di stato del Belgio, d'Europa e un leader eccezionale del Parlamento europeo". Jerzy Buzek, eurodeputato del PPE ed ex primo ministro polacco, lo ha definito "insostituibile".
Il 19 ottobre 2013 ha ricevuto un funerale di stato a Gand, cui hanno partecipato un reale Aiutante di campo di re Filippo.
Il PPE think tank Centre for European Studies è stato rinominato dopo di lui, ora è il "Centro Wilfried Martens di studi europei", una decisione presa durante il Congresso del PPE a Dublino, tenutasi il 9 marzo 2014 .

## Pubblicazioni

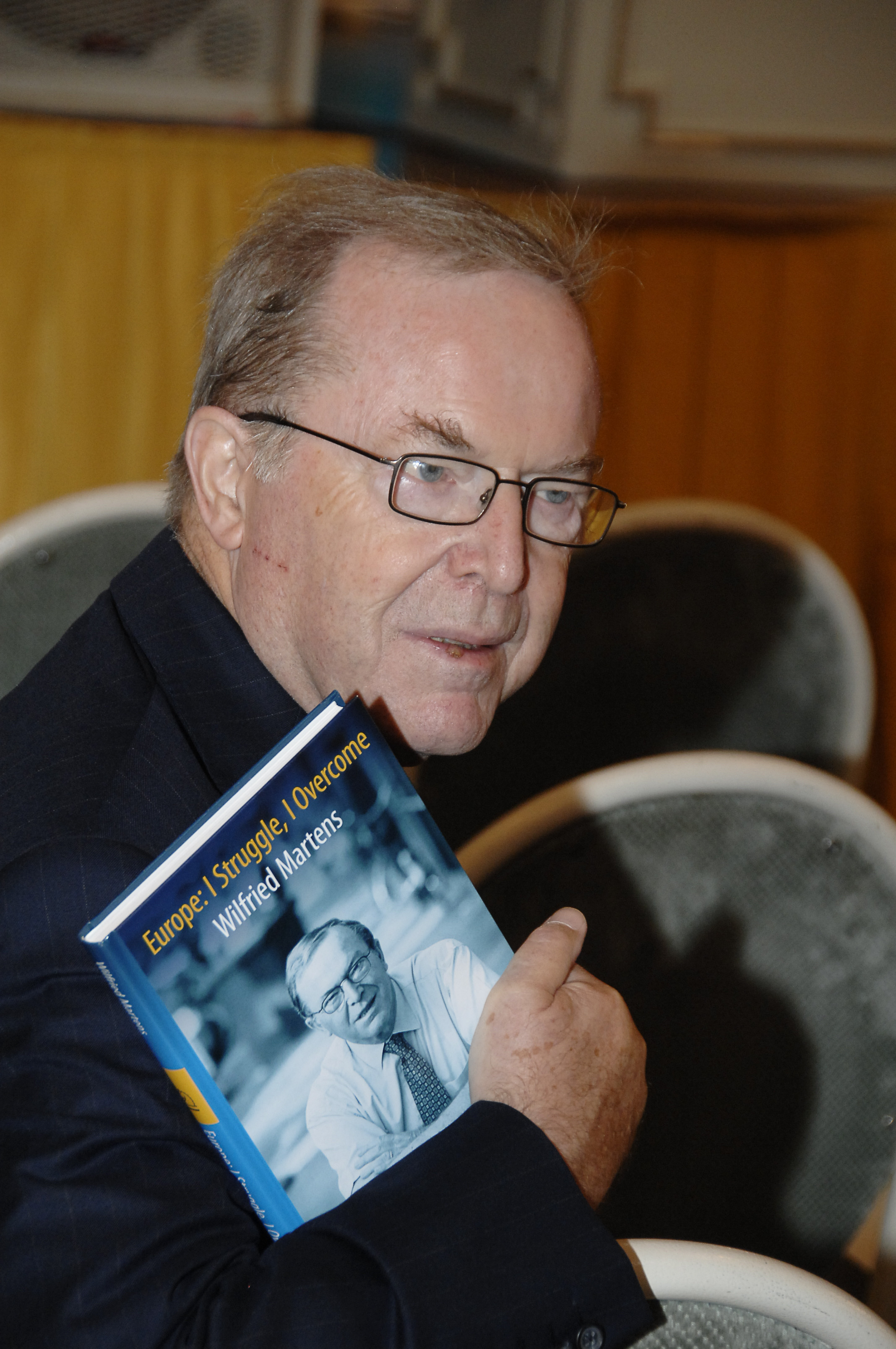
Wilfried Martens alla presentazione del suo libro I Struggle, I Overcome (2009).

- Parole donnée – Autoportrait, Didier Hatier, Bruxelles, 1985 ISBN 2-87088-552-0
- Mémoires pour mon pays, Éditions Racine, Bruxelles, 2006 ISBN 978-2-87386-454-5

## Distinzioni e onorificenze
- Ministro di Stato: dal 1992